# Gare d'Apostolove
La gare d'Apostolove (en ukrainien : Станція Апостолове) est une gare ferroviaire ukrainienne située sur le territoire de l'oblast de Dnipropetrovsk.

## Situation ferroviaire
Gare d'importance au croisement de cinq lignes : vers la gare centrale de Kryvyï Rih, vers Zaporijia, vers la gare nodale du Bas-Dniepr, pour desservir autant Dnipro, Zaporijia, Kherson, et Mykolaïv.

### Intermodalité

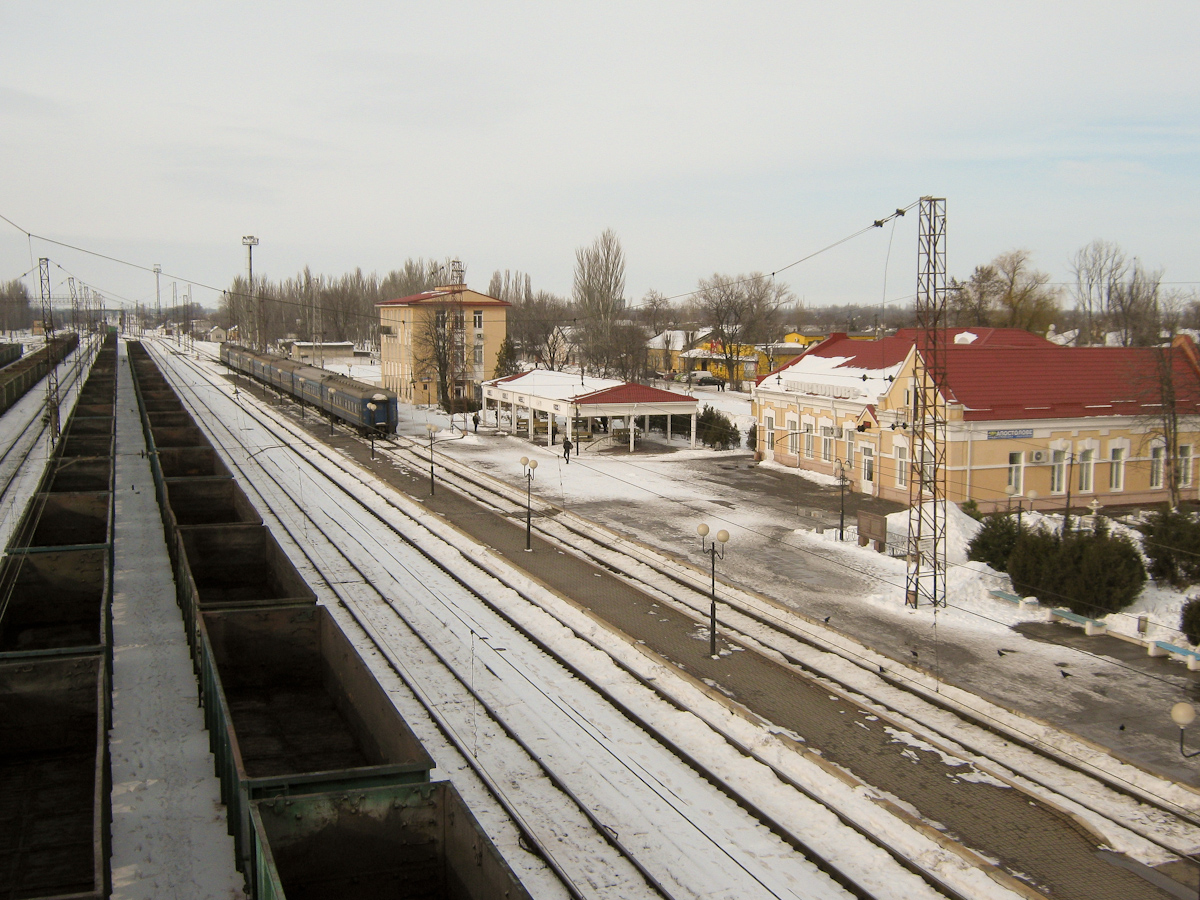
Les voies.